# Edith Franková-Holländerová
Edith Franková (rozená Hollanderová; 16. ledna 1900 Cáchy, Německo – 16. ledna 1945 Osvětim, Polsko) byla matka Anne Frankové, autorky Deníku Anne Frankové.

## Život
Edith se narodila jako jedna ze čtyř dětí, dne 16. ledna Abrahamu Hollanderovi a Rose Hollanderové (rozené Sternové) v Cáchách (Německo). Ve svých 25 (1925) letech se provdala za Otto Franka. Společně se odstěhovali do Frankfurtu nad Mohanem. Ve stejném roce se jim narodila dcera Margot Betti Franková o 4 roky později druhá dcera Annelies Marie Franková. Jelikož její rodina byla židovského původu, rozhodli se s Ottem a dcerami utéct do Nizozemska, aby unikli nacismu. Nacismus se dostal i do Nizozemska a když přišlo předvolaní pro její dceru Margot Frankovou, rozhodli se s Ottem skrýt do zadního traktu domu u Ottovy kanceláře.

### Skrývání v zadním traktu domu
Frankovi se skryli společně s rodinou Van Pelsových a Pffefrem Fritzem. O jejich úkrytu věděli pouze Miep Giesová, Bep Voskuijlová, Johannes Kleinmann, Viktor Kugler, Johannes Hendrik Voskuijl, a Jan Gies. 
Dne 4. srpna 1944 vrazila do zadního traktu zelená policie (gestapo) a nechali je převést do tranzitního tábora Westerbork. Poté je z tranzitního tábora převezli do Osvětimi. Všichni z traktu selekci přežili (nikdo z nich se nedostal do plynové komory). Margot, Anne, Edith a Auguste van Pelsová se dostali na stranu života. Margot s Anne a Augustou se dostali na transport do koncentračního tábora Bergen-Belsen, kde podlehli tyfu.[nepřesný odkaz] Edith se zemřela dne 6. ledna 1945 na vyhladovění. Z celé rodiny přežil pouze Otto, přežil „pochod smrti“. Ani Pffefer s van Pelsovými nepřežili. Peter van Pels zemřel v koncentračním táboře Mauthausen. Hermann van Pels se dostal do plynové komory asi měsíc po příjezdu.[ujasnit]
Otto se po válce podruhé oženil. Zemřel v roce 1980.